# 글자수세기
문자와 단어를 수동으로 계산하여 귀중한 시간을 낭비하던 시대는 지났다. 글자 수, 단어 수를 계산해주는 다양한 온라인 도구를 사용하면 글의 길이를 쉽게 모니터링 하여 쉬운 정보 전달을 위한 글쓰기를 최적화 할 수 있다.

## 필요성

### 소셜 미디어의 글자 수 제한
소셜 미디어가 절대적인 현재는 글의 간결함이 중요하다. 트위터 및 인스타그램과 같은 플랫폼은 글자 수를 제한하기 때문에 메시지를 간결하게 전달하는 것이 필수적이다. 글자 수 세기를 통하여 쉽게 청중을 사로잡는 매력적인 소셜 미디어 게시물을 만들 수 있으며 글자 수 제한을 지키면서 효율적인 글을 작성할 수 있다.

### 에세이 및 과제 최적화
교육 기관은 종종 단어나 글자 수를 엄격히 제한하여 불필요한 글이 들어가지 않도록 제한한다. 글자 수 세기를 통하여 글쓰기 작업의 일관성과 품질을 유지하면서도 글자 수 제한을 쉽게 해결할 수 있다. 간결한 글쓰기로 교수들에게 깊은 인상을 줄 수 있다.

### 전문적인 작문 효율성
작가, 블로거, 저널리스트, 카피라이터 등 누구에게나 시간은 중요하다. 글자 수 세기를 통하여 글쓰기 프로세스를 간소화하고, 글자 수 제한 등의 요구 사항을 충족하고 가독성을 개선할 수 있다. SEO에 맞게 최적화 하기 위해 콘텐츠를 쉽게 수정하고, 전문적인 글쓰기 효율성을 높이고 고품질의 콘텐츠를 일관되게 만들어 낼 수 있다.

### 이메일 및 뉴스레터 영향
이메일과 뉴스레터는 강력한 커뮤니케이션 도구이지만 긴 메시지는 글의 내용을 정확히 전달하는데 방해가 되기도 한다. 글자 수를 제한하고 간결한 글쓰기는 관심을 끌고 원하는 효과를 전달하는 영향력 있는 이메일 및 뉴스레터에 효과적이다. 콘텐츠를 간결하고 매력적으로 유지하여 이메일 수신자가 첫 번째 줄부터 마지막 줄까지 관심을 갖도록 할 수 있다.

### 광고 문구 및 마케팅 자료
광고 및 마케팅과 관련하여 모든 단어가 중요하다. 광고 문구를 미세 조정하여 글자 수 제한에 적합하도록 하여 설득력 있는 헤드라인, 간결한 제품 설명 및 전환을 유도하는 영향력 있는 클릭 유도 문안을 작성하는데 글자 수 세기는 필요하다. 마케팅 자료의 효과를 극대화하고 대상 고객과 공감할 수 있는 메시지를 만드는데 도움이 된다.

### 블로그 게시물 최적화
블로그는 아이디어, 지식 및 경험을 공유하는 데 필수적인 매체다. 그러나 길고 장황한 게시물은 글을 이해하기 어렵게 한다. 간결하고 매력적이며 일기 쉬운 블로그 게시물을 작성해야 독자의 관심을 유지하고 가독성을 높임으로서 블로그의 게시물이 공유되고 좋은 평가를 받을 수 있는 가능성을 높일 수 있다.

## 글자수 계산 온라인 도구
자동으로 글자 수를 계산해주는 온라인 도구들을 활용하면 자기소개서, 블로그, 에세이, 뉴스레터, 광고문구 등을 정확한 메시지를 간결하게 작성할 수 있도록 도움을 받을 수 있다.
- 네이버 글자수세기 네이버에서 제공하는 글자 수 계산기
- 사람인 글자수세기 이력서 및 자소서의 글자 수를 알아볼 수 있는 글자수세기 서비스